# Лавник

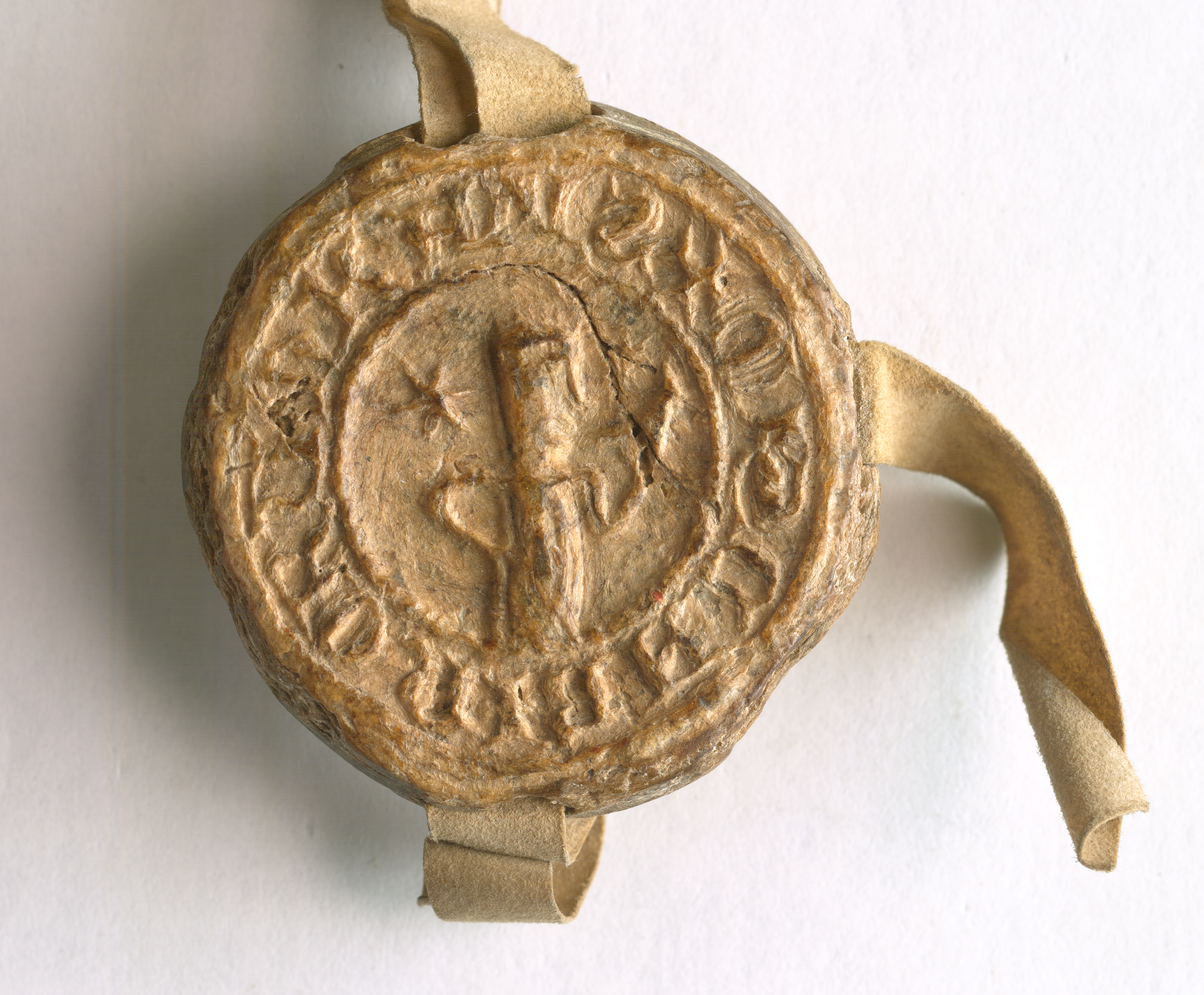
Печать лавы польского города Калиша. 1425 г.

Лавник (лат. scabini, пол. ławnik — заседатель) — член судебной коллегии («лавы») с компетенцией рассматривать уголовные и некоторые категории гражданских дел в городах Магдебургского права. В Речи Посполитой и Великом княжестве Литовском лавы имели только крупные города. Обычно они состояли из 3-7 членов. Председателем лавников был войт. Лавы с лавниками существовали до отмены магдебургского права. В губерниях Царства Польского лавниками называли членов волостного суда. На украинских землях под властью Австрийской империи лавами стали позже называть суды присяжных.
Число лавников было неодинаково: в Магдебурге — 12 вместе с войтом, по числу 11 апостолов (кроме Иуды), в других городах — 7, 6 и даже 3 человека. По правилам магдебургского права лавочники избирались городской общиной, сначала пожизненно и приносили присягу; потом, по мере выбытия членов, лава дополняла уже сама себя. На практике новых лавочников не раз привлекали её старые члены.